# إيران في الألعاب البارالمبية الصيفية 1996
شاركت إيران في الألعاب البارالمبية الصيفية 1996 والتي أقيمت في أتلانتا، الولايات المتحدة ، بفريق مكون من 30 رياضي في 4 ألعاب.